# Пеликан (музикална група)
Вижте пояснителната страница за други значения на Пеликан.
„Пеликан“ (на английски: Pelican) е музикална група от Съединените американски щати в стил рок и метъл.
Основана е през 2001 г. в град Дес Плейнс, щата Илинойс.

## Състав

### Текущ състав
- Тревър де Браув – електрическа китара (от 2001 г.)[1]
- Брайън Хервег – бас китара (от 2001 г.)[1]
- Лари Хервег – барабани (от 2001 г.)[1]
- Далас Томас – китара (от 2013 г.)[1]

### Бивши членове
- Лоран Шрьодер–Лебек – китара (2001–2012 г.)[1]

## Дискография
Студийни албуми
- Australasia (2003)
- The Fire in Our Throats Will Beckon the Thaw (2005)
- City of Echoes (2007)
- What We All Come to Need (2009)
- Forever Becoming (2013)